# Povelje bana Mateja Ninoslava
Istraživanje o etnodruštvenom razvoju srednjovjekovne Bosne suočava se s teškoćama već pri tumačenju narodnosnih izričaja u bosanskim ćirilskim ispravama 13. stoljeća, primjerice u četirima ispravama bana Mateja Ninoslava. U njima Matej Ninoslav stanovnika Bosne naziva "Srblinom" i suprotstavlja ga "Vlahu", tj. stanovniku Dubrovnika. To je nazivlje bilo uzrokom brojnim tumačenjima što su se gibala u rasponu od apsolutnog odbacivanja do potpuna prihvaćanja.

## Starija historiografija
U bosanskim i humskim poveljama 13. do 15. stoljeća nekoliko puta spominju se Srbi, i to uvijek u vezi s Vlasima. Najstariji spomen je u jednoj povelji bosanskoga bana Mateja Ninoslava oko 1234., gdje se veli: " A se este: ako virue sr'blin' Vlaha, da se pri prid' knezem'; ako virue Vlah Sr blina, da se pri prid' banom' a inomu Vlahu da ne bude izma". Čeh Konstantin Jireček, uvaženi pisac povijesti Srba, shvatio je taj navod tako da je pod Vlasima vidio Dubrovčane, a pod Srbima podanike bana Ninoslava, Bošnjane. Ovo Jirečekovo tumačenje prihvatili su kasniji srpski povjesničari kao dokazanu stvar i na tome posebno osnivaju svoja mišljenja o Srbima u Bosni. Tako Vladimir Ćorović u svojoj Historiji Bosne piše: "U pogledu narodnosti Ninoslavljevih podanika u Bosni njegove povelje, izdane Dubrovčanima, ne ostavljaju nikakve sumnje. One jasno kažu, da su ti podanici Srbi".
Jirečekovo mišljenje prihvatili su i neki hrvatski povjesničari, kao Franjo Rački, Milan Rešetar, a donekle i Ferdo Šišić. Nužno je zbog toga potanko ispitati bosanske povelje, u kojima se govori o Srbima, da se shvati pravo značenje i dohvat njihovih izražaja.

## Vlasi
Nužno je upozoriti na to, da je posve nevjerojatno, da bi Dubrovčani u 13. stoljeću sebe zvali "Vlasima" ili dozvolili, da ih tako zovu njihovi prijatelji u službenim dokumentima, koje su pisali u korist Dubrovčana. Istina, na zapadu još prije tih vremena germanski narodi počeli su zvati Vlasima (Walh, Walsche, starogerm., Vlachy, staroslov.) ne samo prave, etničke Vlahe, nego sve potomke starih Rimljana, uključujući u to ime i sve romanizirane narode u Europi. U tom sirem poimanju bili su Vlasi i dalmatinski Romani, dakle i Dubrovčani početkom 13. stoljeća. Ali tako Dubrovčane nije nitko zvao na Balkanu, jer su u tom kraju postojale posebne prilike, i prema tome, vlastiti domaći nazivi, koji su se razlikovali od zapadne germanske. terminologije. Što nije bio slučaj u drugim zemljama, na Balkanu su postojale tri potpuno različite skupine ljudi, koje su sebe smatrale i zvale "Rimljanima". 
Prve dvije skupine više puta spominje Konstantin Porfirogenet u svom djelu De administrando imperio i naziva ih: "Romaioi" i "Romanoi". " Romaioi" su Bizantinci, koji su sebe smatrali "Rimljanima " kao baštinici staroga rimskog carstva. "Romanoi" su, po Porfiragenetu, ostaci rimskih kolonista iz Rima i Italije ili poromanjeni stari grčki i ilirski stanovnici u Dalmaciji i Iliriku. Ovi su se napose održali u nekoliko primorskih gradova na dalmatinskoj obali i na tri otoka u Kvarnerskom zaljevu. Od ovih Romana razvilo se plemstvo dalmatinskih gradova, koje je, npr. u Dubrovniku, vodilo upravu grada sve do početka novoga vijeka.
Treću skupinu činili su poromanjeni potomci negdašnjih vojničkih veterana iz Mauretanije, koje su Rimljani bili naselili po Balkanu uzduž rijeke Dunava u prvim stoljećima po Kristu. I ovi su sebe zvali "Romani" i od toga je nastalo ime Romania, Rumunjska. U znanosti takvi se nazivaju Arumunima. U srednjem vijeku na Balkanu su zvali prvu grupu: Grci ili Bizantinci; drugu, dubrovačku grupu: Latini; a samo su trećoj skupini davali ime: Maurovlasi, Morovlasi ili jednostavno Vlasi. Vlasi su živjeli po planinama i bavili se stočarstvom. Bili su surovi i neodgojeni, bez stalnih kučista, putujući za svojim stadom ljeti u planine, a zimi u južne toplije krajeve. Kako su imali mnogo konja, to su se zarana počeli baviti prijenosom trgovačke robe. Dubrovčani su ih od najstarijih vremena iskorištavali kao prijenosnike, ali se nikad nisu smatrali jedno te isto s njima, što nisu ni bili, kako je gore razjašnjeno. Srednjovjekovni Vlasi bili su i porijeklom i jezikom i društvenim položajem različiti od Dubrovčana pa je već zbog toga neprihvatljivo, da se pod Ninoslavovim Vlasima imenuju Dubrovčani.

## Povelje

### Prva i druga
Prva povelja, u kojoj se spominje "Srblin", jest ona bana Ninoslava, što je donosi Tadija Smičiklas, i Franc Miklošič. Povelja nema nadnevka, ali kako se u njoj spominje dubrovacki knez Žan Dandulo, koji je vladao do travnja 1235., tako povjesničari stavljaju ovu povelju između 1232. – 1235. Original se i danas nalazi u Dubrovačkom državnom arhivu.
Gregor Čremosnik, koji je tu povelju potanko opisao s paleografske strane, veli o njoj, da "spada među najmanje južnoslavenske dokumente". Pisana je na pergameni takozvane njemačko-francuske izradbe. Rezana je nepravilno, a veličina joj iznosi u širini 21,6 cm, a u visini od 4 - 2,5 cm. Te sićušne dimenzije, kako pravo veli Čremosnik, nimalo ne odgovaraju nazivu povelja, pod kojim se uvijek predstavlja nešto svečano i impozantno.
Ovo sve govori, da ova "povelja" nije bila jedini, ni glavni dokumenat, koji je ovom prigodom bio napisan. Glavna povelja, koja je uređivala odnose Dubrovčana s banom Ninoslavom i Bošnjanima, morala je biti napisana prije ove patuljak-povelje. Ova povelja smatrana je malim dodatkom već učinjenoj povelji pa je zato napisana tako i u neuglednoj formi. Premo tome i predmet, dotično osobe, o kojima govori ova patuljak-povelja, morali su biti sporedne vaznosti za obie ugovarajuće stranke, Bošnjane i Dubrovčane, kada ovaj predmet nije bio unesen u prvi glavni dokument. Da je neka posebna, glavna povelja bila napisana prije povelje-patuljka, to se izričito spominje u ovoj zadnjoj. Tu piše: "A se pisah' imenem' Desoe, gramatig' bana Ninoslava veliega bosn'skoga tako virno kakore u pr'vih' (tj. 'knjiga')".
Gdje je ta prva povelja, koju je Desoje napisao Dubrovčanima u ime bana Ninoslava? Prva povelja je nazvana povelja A, a patuljak-povelja - povelja B. Original povelje A nalazi se u Državnom arhivu u Dubrovniku. Prema Čremosniku i ova povelja, kao i ona B, pisana je na pergameni njemačko-francuske izradbe tamnosmeđom tintom. I na jednoj i na drugoj povelji pečat je bio pričvršćen s vrpcom crvene nepredene svile. Povelja B pisana je tzv. ustavom, a tako i povelja A prema trećem izdavaču Lj. Stojanoviću, iako Čremosnik pismo povelje A označuje na sredini puta od ustava u poluustav. 
Razlike pisma između jedne i druge povelje mogle su nastati zbog toga, što nisu pisane istom brigom i marom. Povelja-patuljak, naime, bila je napisana tek, nakon što je prva povelja (A) bila odnesena u Dubrovnik i Dubrovčani zatražili, da se još neke stvari dodaju i pismeno utvrde. Nadopune nisu mogle biti unesene u prvu povelju, kao što će biti slučaj s poveljom iz 1240. jer je pergamena bila već odrezana. Za željene dodatke bilo je potrebno upotrijebiti novu pergamenu, dotično napisati novu povelju.
Zaziv i uvod povelje B sličan je onomu prve povelje A, samo što je u povelji B spomenut dubrovački knez Žan Dandulo, koji nije bio spomenut u prvoj podelji. Glavni i jedini predmet ovoga dodatka, povelje (B), bio je taj, da ban Matej Ninoslav osigura Vlasima slobodno kretanje i uživanje njihove dobiti, tj. zarade, kako su je uživali za Kulina bana. I kada je pisar Desoje bio već zaključio povelju i svojim je potpisom ovjerovio, nekomu je palo na pamet, da se nadopiše novi nadodatak, to jest stavak o sudbenoj nadležnosti za rješavanje sporova, koji bi mogli nastati između Vlaha i Srblina. Taj nadodatak spojen je s već zaključenom poveljom B riječima: "I ovo jo'ste" ("A se este").
Kako se, dakle, iz samih povelja vidi, ni Srbi ni Vlasi nisu bili spomenuti u prvoj glavnoj povelji A, u kojoj je ban Ninoslav Dubrovčanima zajamčio slobodnu trgovinu i oslobodio ih od "desetine", tj. srednjovjekovne carine. U glavnom dijelu i povelje-patuljka (B) radi se jedino o Vlasima. Srbi su spomenuti samo u nadodatku toj povelji (B). U drugom, zadnjem nadodatku toj povelji B, uziaju se u zaštitu od "izme" samo Vlasi, a ne i Srbi. "Izma" je srednjovjekovni naziv za odmazdu, tj. vansudsko naplaćivanje pretrpjele štete putem sile od ma kojega pripadnika one skupine, od koje je netko nekomu štetu nanio. Ovo sve govori, da se ni Srbi ni Vlasi ne smiju poistovjećivati s ugovarajućim strankama, s Bošnjanima i Dubrovčanima, nego da se pod tim imenima misli na neke sporedne osobe, ovisne o ugovaračima, koje oni uzimaju pod svoju sudsku vlast i zaštitu. U dodatku patuljak-povelje (B) određuje se, da će u sporovima između Srba i Vlaha Dubrovčani suditi Vlasima, a ban Ninoslav Srbima. Ta je odredba donesena jer su Vlasi bili Romani i govorili romanskim jezikom, sličnim onomu Dubrovčana, iako su ovi bili različiti svojim etničkim postankom od prvih. Suđenje Srbima dato je Ninoslavu, jer su Srbi bili Slaveni i govorili jezikom bliskim jeziku, kojim je govorio ban Ninoslav.

### Treća i četvrta
Srbi i Vlasi su bili sporedne osobe u Ninoslavovim poveljama. To se nedvojbeno vidi iz treće povelje, koju je ban Ninoslav izdao Dubrovčanima 22. ožujka 1240. U tekstu te povelje Ninoslav sklapa ugovor s dubrovačkim knezom Nikolom Tonistom, s vlastelom i svom općinom dubrovačkom, u ime svoje, svojih sinova i svih "moi ljudie". I tada, u dodatku teksta povelje unosi odredbu o sudbenoj nadležnosti nad Srbima i Vlasima, o kojoj se prvi put govorilo u povelji-patuljku (B). I ovdje se taj dodatak uvodi riječima: "I ovo još - i se oste". Pošto je povelja bila po tadašnjim običajima završena, nadodana su dva dodatka: prvi, da se ne smije činiti drugim Srbima i drugim Vlasima "izma", nego da za učinjenu štetu odgovara sam krivac. U drugom nadodatku neki Borislav Vojsilić potvrđuje povelju i kune se Dubrovčanima na vječni mir.
Ovoj povelji slična je, i može se reći jednaka, povelja bana Ninoslava iz ožujka 1249., samo što je nadodatak povelje iz 1240. o "izmi" ušao u dodatak u samomu tekstu nove povelje iz 1249. U ove dvije zadnje povelje bana Ninoslava, iz 1240. i 1249., govori se o tri vrste ljudi: mi, vi, oni. Mi su: ban Ninoslav, njegovi sinovi i unuci, boljari, kmetovi i uopće njegovi ljudi, Bošnjani. Vi su: dubrovački knez Tonist, dotično Dafin, dubrovačka vlastela i cijela gradska općina. Oni "medu ni" (=među njima) su: Srbi i Vlasi. Ugovarajuće stranke su mi i vi, tj. Bošnjani i Dubrovčani, a oni (Srbi i Vlasi) su samo predmet, i to sporedni, ugovora. U dodatku tekstu tih povelja govori se o Srbima i Vlasima kao posebnoj skupini ljudi, različitoj od ugovaratelja. Tu se, naime, uređuje sudbena nadležnost nad Srbima i Vlasima i zabranjuje vansudska odmazda, "izma", u krivicama, koje se dogode sa strane pripadnika tih skupina. Taj cijeli dodatak ne bi imao smisla, kada bi Srbi i Vlasi bili istovjetni s Bošnjanima i Dubrovčanima jer je u glavnom dijelu teksta tih povelja ban Ninoslav opetovano pridržao sebi suđenje Bošnjanima ("naši ljudie"), koje bi tužili Dubrovčani. I "izma" je između Bošnjana i Dubrovčana bila isključena u glavnom dijelu povelje ("i ne izma").
Kako su Srbi i Vlasi u bosanskim i humskim poveljama srednjega vijeka bili različiti od Bošnjana i Dubrovčana, jasno svjedoči srpski kralj Stefan Dušan Silni u svojoj povelji od 26. listopada 1345., kojom je ukinuo carinu u Trebinju na dubrovačku prolaznu robu, koju je bio zaveo Dušanov službenik Dabiživ. Kralj Dušan jasno razlikuje Dubrovčane od Vlaha i Srba. To su tri različite vrste ljudi, koji prenose dubrovačku robu kroz Trebinje, u tadašnjoj Travunji, na putu u Zahumlje i Bosnu. Kralj Dušan piše:
»...da ne uzima Dabiživ' Dubrov'čanom ni carine; da nikoega dohodka ni tr'govcu dubrov'č'komu, ni Vlahu, ni Sr'binu, da nikomu; i kto gred u Dubrovnik i (i)z Dubrov'nika i vsaci vlasteli koi te stajati po Dabižive, da ne uzme carine do veka veku...«

## "Srblin" i "Vlah"
Analiza ovih isprava pokazuje, prije svega drugoga, da sporni izričaj o narodnosnoj suprotnosti: "Srblin" --> "Vlah" nije potekao iz srednjovjekovne Bosne, nego iz srednjovjekovne Srbije. U sačuvanoj gradi ti se izričaji prvi put pojavljuju u ispravi raškog velikog župana Stefana Dubrovniku, napisanoj oko godine 1215. Ta isprava danas je poznata u prijepisu dubrovačkog notara Paškala, što je za objašnjenje naziva "Srblin" i "Vlah" veoma važno, jos više činjenica da je isti notar pisao i dvije od tri spomenute isprave bana Mateja Ninoslava, iz 1240. i 1249. Prvu Ninoslavovu ispravu (prije 1235.) pisao je, doduše, "gramatik" Desoje, a ne notar Paškal, ali to ne mijenja zaključak da je narodnosna suprotnost "Srblin" --> "Vlah" u bosanske isprave dospjela iz raških isprava, i to posredništvom dubrovačke kancelarije. Da nazivlje Ninoslavovih isprava nije odražavalo narodnosno ustrojstvo Bosne u prvoj polovici 13. stoljeća i da se ono u njoj nije upotrebljavalo, pokazuje činjenica da isprava bana Kulina Dubrovniku iz godine 1189. ne samo da ne poznaje naziv "Srblin", a kao starija od Ninoslavovih isprava ona bi taj naziv morala poznavati da se on upotrebljavao u Bosni, nego ni Dubrovčanina ne naziva "Vlahom". Naziv "Vlah" za Dubrovčanina u ispravama Mateja Ninoslava očigledno nije bio bosanskoga podrijetla, jednako ni naziv "Srblin" za stanovnike Bosne.

## Bosna i Srbija
Takvo gibanje naziva "Srblin" i "Vlah" između srpske, dubrovačke i bosanske kancelarije pokazuje da su se oni u Bosni tada mogli pojaviti upravo zato što se njezino etnodruštveno ustrojstvo i nazivlje kojim se ono iskazivalo u prvoj polovici 13. stoljeća tek stvaralo. Narodnosne značajke prvobitne slavenske jezgre u srednjovjekovnoj Bosni tada još nisu bile jasnije izražene. Uloga, pak, dubrovačkog notara Paškala u tom gibanju upućuje na zaključak da je u predodžbi Dubrovčana o slavenskom, kontinentalnom zaleđu tada vladala spoznaja o odlučujućem položaju Srbije. Već je u doba velikog župana Stefana Nemanje, nakon osvajanja Duklje 1183., Raška zavladala čitavim prostorom oko Dubrovnika, od Zahumlja, preko Travunje do Duklje. Takav je opseg imala i u prvoj polovici 13. stolječa. 
U takvu su predodžbu bili uključeni i podaci o političkoj pripadnosti Bosne u početku njezine povijesti. Porfirogenetu je, kako je istaknuto, "zemljica Bosna" u sredini 10. stoljeća u sastavu Srbije. Slična je i prostorno-politička predodžba o kontinentalnom zaleđu u popa Dukljanina, odnosno Grgura Barskoga, dva stoljeća poslije. U sredini 12. stoljeća dukljanski kroničar Primorju (lat. Maritima), koje dijeli na Bijelu i Crvenu Hrvatsku, suprotstavlja Srbiju ili Zagorje (Surbia, Transmontana), sastavljenu od Bosne i Raske. U takvom su misaonom ozračju i papinske bule potkraj 12. i u prvoj polovici 13. stolječa, sadržaj kojih se očigledno temeljio na dubrovačkim obavijestima, poistovjećuju Srbiju s Bosnom (lat. regnum Servilie, quod est Bosna). U čašu kad nastaju te papinske bule, u razdoblju bana Kulina i Mateja Ninoslava, Bosna, razumije se, nije bila sastavnim dijelom Srbije, ali su reminiscencije na njezinu prvobitnu političku pripadnost još u prvoj polovici 13. stoljeća bile veoma jake, prije svega u gradovima (Bar, Dubrovnik). 
U skladu s takvim shvaćanjem, a djelovanjem dubrovačke kancelarije, u jednom su vremenski ograničenu razdoblju i nazivi "Srblin" i "Vlah" prodrli u bosanske isprave. To znači da naziv "Srblin" u Ninoslavovim ispravama nije odražavao etnokulturne značajke Bosne, nego je bio zakašnjelim plodom političkih utjecaja što ih je Srbija u njoj imala prije utemeljenja bosanske države, odnosno bosanske banovine. Zato se te nazivi ne mogu smatrati egzaktnim svjedočanstvom o srpskoj narodnosnoj pripadnosti Bosne u prvoj polovici 13. stoljeća. Upravo suprotno, oni su dokaz o neodređenosti njezina etnodruštvena ustrojstva. Pri tome nije bez važnosti činjenica da se identifikacija "Srblin" nalazi samo u tri spomenute isprave bana Mateja Ninoslava i da im u kasnijoj građi nema traga. Već u 14. stoljeću narodnosno nazivlje u bosanskim vrelima dobiva izvorno, bosansko obilježje.

## Značaj povelja
Kao što je vidljivo iz članka, povelja je beznačajna kao argument za utvrđivanje etničke pripadnosti srednjovjekovne Bosne iz sljedećih razloga:
- Sama povelja je prijepis, koji je sačuvan u Dubrovniku, a ne izvorni dokument iz ruku pisara bana Mateja Ninoslava.
- Paleografskom analizom, kao i drugim sredstvima povijesne znanosti, utvrđeno je da su u prijepisu, nastalom u Dubrovniku, napravljene grube preinake u izvorniku, koji nije sacuvan. Ova tzv. povelja zapravo i ne zaslužuje taj naziv, jer se radi o sažetku izvorne povelje, koja je izgubljena.
- Zbog intenziviranja trgovačkih veza Dubrovnika sa srednjovjekovnom srpskom državom, u nekoliko navrata je Dubrovačka kancelarija, prije svoga definitivnog ustanovljenja i organizacije, koji su izvršeni poslije navedenih povelja, zapošljavala pisare (gramatike) iz Srbije, čiji stilski izraz (naginjanje ekavici) kao i druge značajke upućuju da su dotične povelje djelo njihove redakture.

Pogotovo su uočljive dvije činjenice:
1. Prije i poslije tih povelja, ni u jednoj povelji se ne pojavljuje izraz "Srbin" za stanovnika Bosne i "Vlah" za stanovnika Dubrovnika. Broj povelja/ugovora između Dubrovnika i bosanske banovine, a kasnije i kraljevstva, i prije i poslije te tri povelje, se broji u stotinama. Nigdje drugdje ti se izrazi ne spominju.
2. Izrazi se uvijek pojavljuju u paru, nikada pojedinačno. Kao što je objašnjeno, vlaško stanovništvo je predstavljalo posebnu grupaciju, koju su Dubrovčani unajmljivali za poslove prijenosa tereta i sl., u svojim trgovačkim odnosima sa Srbijom i Bosnom, kao i Zahumljem, Travunjom itd.

Sami Dubrovčani sebe nikada nisu zvali "Vlasi", niti su ih takvima označavale susjedne države ili političko-upravne jedinice. Sve to navedeno: neautentičnost povelje, srpsko podrijetlo prijepisa, besmislenost oznaka "Srbin" i "Vlah" za stanovnike Bosne i Dubrovnika respektivno,
čini povelje bana Mateja Ninoslava beznačajnima u smislu argumentacije utvrđivanja etniciteta srednjovjekovne Bosne.

## Poveznice
- Matej Ninoslav
- Hrvatska ćirilica